# Илькхан, Эмирхан
Эмирхан Илькхан (тур. Emirhan İlkhan; родился 1 июня 2004) — турецкий футболист, полузащитник итальянского клуба «Торино». Выступает за «Сампдорию» на правах аренды.

## Клубная карьера
Уроженец Стамбула, Эмирхан является воспитанником футбольной академии «Бешикташа». В основном составе «Бешикташа» дебютировал 5 января 2022 года в матче Суперкубка Турции против «Антальяспора». 9 января 2022 года дебютировал в турецкой Суперлиге в матче против «Ризеспора», в котором отметился забитым мячом. В возрасте 17 лет и 222 дней стал вторым в списке самых молодых авторов гола в истории «Бешикташа» после Батухана Карадениза, который забил свой первый гол за клуб в возрасте 16 лет и 4 месяцев.
10 августа 2022 года перешёл в итальянский клуб «Торино» за 4,5 млн евро. В конце января 2023 года Илькхан отправился доигрывать сезон в «Сампдорию» на правах аренды.

## Карьера в сборной
Выступал за сборные Турции до 16, до 18 лет и до 21 года.

## Достижения
Бешикташ
- Обладатель Суперкубка Турции: 2021